# 薩班迪亞區
薩班迪亞區（西班牙語：Distrito de Sabandía），是秘魯的一個區，位於該國南部阿雷基帕大區的阿雷基帕省，始建於1822年4月22日，面積36.63平方公里，海拔高度2,390米，2005年人口3,683，人口密度每平方公里100人。